# Ilona Dröger
Ilona Dröger (* 11. November 1979 in Skarżysko-Kamienna als Ilona Farkowska) ist eine ehemalige polnische Volleyballspielerin.

## Karriere
Dröger spielte in ihrer polnischen Heimat unter anderem bei AZS Częstochowa. In Deutschland war sie ab 2003 in der 2. Bundesliga Süd beim HSV Grimma Sachsen und beim VC Muldental Grimma aktiv. 2004 wechselte sie zum Bundesligisten VC 68 Berlin. Nach dessen Insolvenz 2005 ging die Außenangreiferin zum Lokalrivalen Köpenicker SC und beendete dort nach der Saison 2012/13 ihre Spielerkarriere.

## Privates
Am 16. Juli 2009 heiratete sie Sven Dröger, den Mannschaftsbetreuer des Köpenicker SC, mit dem sie ein gemeinsames Kind hat.